# Lionair

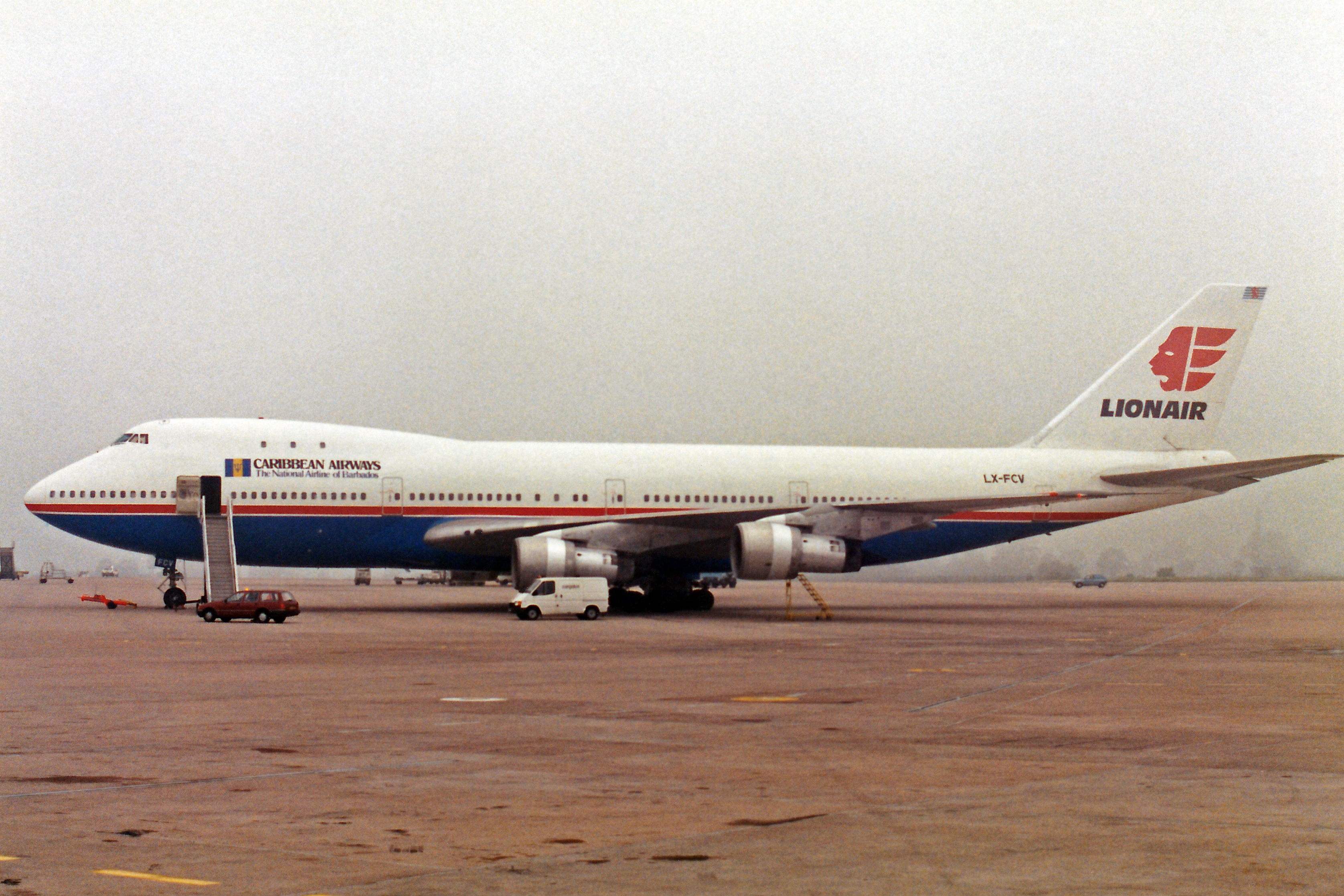
Boeing 747-121 в аэропорту Манчестера.

Lionair — люксембургская авиакомпания, созданная как совместное предприятие на основе компаний Cargolux и Luxair, и работавшая на рынке с 1988 по 1990 год.

## История
Lionair была создана авиакомпанией Cargolux и национальной авиакомпанией Люксембурга Luxair в 1988 году. Компания получила в собственность два самолёта Boeing 747, принадлежавших Pan American World Airways. Самолёты переделали, увеличив плотность сидений, после чего они могли вмещать 492 пассажира, и перерегистрировали как LX-GCV и LX-FCV.
Lionair заключила крупный контракт с быстро развивавшейся английской компанией Airtours, работавшей в регионе Карибского бассейна. Оба самолёта были привязаны к аэропорту города Манчестер, но они также совершали рейсы из аэропорта Станстед. В компании работают преимущественно экипажи из Великобритании и Ирландии.

## Смена
Во время работы на маршрутах в Доминиканскую Республику, Барбадос и Антигуа компания приняла название Caribbean Airways The National Airline of Barbados, а при работе в Орландо — Orionair.

## Трудности
В 1989 году у компании начались трудности, связанные с техническими вопросами, и Airtours разорвала контракт. С весны 1989 года Lionair совершала рейсы в Саудовскую Аравию, ОАЭ, Гваделупу, Мартинику, Французскую Гвиану и Реюньон.
В 1990 году компания прекратила своё существование.